# Olympische Winterspiele 1952/Teilnehmer (Japan)
| Gelbes Symbol für Goldmedaillen mit stilisierten Olympischen Ringen | Graues Symbol für Silbermedaillen mit stilisierten Olympischen Ringen | Braundes Symbol für Bronzemedaillen mit stilisierten Olympischen Ringen |
| ------------------------------------------------------------------- | --------------------------------------------------------------------- | ----------------------------------------------------------------------- |
| —                                                                   | —                                                                     | —                                                                       |

Japan nahm an den VI. Olympischen Winterspielen 1952 in der norwegischen Hauptstadt Oslo mit einer Delegation von 13 Athleten in fünf Disziplinen teil, allesamt 31 Männer. Ein Medaillengewinn gelang keinem der Athleten.

## Teilnehmer nach Sportarten

### Eisschnelllauf
Männer
- Masanori Aoki
500 m: 12. Platz (44,8 s)
1500 m: 23. Platz (2:26,9 min)

- Sukenobu Kudō
500 m: 15. Platz (44,9 s)
1500 m: 33. Platz (2:31,6 min)

- Tsuneo Satō
500 m: 18. Platz (45,2 s)
1500 m: 11. Platz (2:23,9 min)

- Kiyotaka Takabayashi
500 m: 6. Platz (44,1 s)
1500 m: 34. Platz (2:32,0 min)

- Yoshiyasu Gomi
5000 m: 10. Platz (8:38,6 min)
10.000 m: 14. Platz (17:53,0 min)

- Kazuhiko Sugawara
5000 m: 15. Platz (8:44,4 min)
10.000 m: 7. Platz (17:34,0 min)

### Nordische Kombination
- Ryōichi Fujisawa
Einzel (Normalschanze / 18 km): 14. Platz (396,333)

### Ski Alpin
Männer
- Chiharu Igaya
Abfahrt: 24. Platz (2:45,0 min)
Riesenslalom: 20. Platz (2:36,1 min)
Slalom: 11. Platz (2:05,7 min)

- Hisashi Mizugami
Abfahrt: disqualifiziert
Riesenslalom: 26. Platz (2:40,9 min)
Slalom: Im Vorlauf ausgeschieden

### Skilanglauf
Männer
- Ryōichi Fujisawa
18 km: 61. Platz (1:14:41 h)

- Ken’ichi Yamamoto
18 km: 22. Platz (1:08:49 h)

### Skispringen
- Ryōichi Fujisawa
Normalschanze: 42. Platz (148,0)

- Kōzō Kawashima
Normalschanze: 34. Platz (183,5)

- Tatsuo Watanabe
Normalschanze: 27. Platz (189,0)

- Hiroshi Yoshizawa
Normalschanze: 36. Platz (182,5)